# Dorothy Height
Dorothy Irene Height (Richmond, 24 de março de 1912 - Washington, 20 de abril de 2010) foi uma ativista afro-americana de direitos civis, que lutou por direitos iguais para afro-americanos e mulheres. Também foi assistente social, presidente do Conselho Nacional de Mulheres Negras e coorganizadora da Marcha por Empregos e Liberdade de 1963, em Washington.

## Biografia
Height nasceu no dia 24 de março de 1912, na cidade de Richmond, na Virginia. Filha de Fannie Burroughs Height e James Height; e irmã de Anthanette. Em 1916, mudou-se com sua família para Rankin, na Pensilvânia. Na cidade, frequentava regulamente as reuniões da Federation of Colored Women's Clubs (Federação de clubes de mulheres de cor) com sua mãe.
Se formou no ensino médio pela Rankin High School no ano de 1929. Recebeu uma bolsa de estudos através de um concurso oratório patrocinado pelos Alces do IBPO. Sua admissão não foi aceita em Barnard College porque a cota da faculdade de dois estudantes afro-americanos por ano já estava ocupada. Então fez bacharelado em educação e mestrado em psicologia educacional na Universidade de Nova York, e concluiu sua pós-graduação na Universidade de Columbia e na Escola de Serviço Social de Nova York.
Entre os anos de 1934 e 1937, trabalhou como assistente social no Harlem, em Nova Iorque e, em 1937, se juntou à equipe da Associação Cristã de Jovens Mulheres do Harlem (YWCA). Em 1933, se tornou líder da associação. Lutou pelas reformas no sistema de justiça criminal, pelo livre acesso a acomodações públicas e contra os linchamentos. Em 1937, foi uma das delegadas americanas para a Conferência Mundial sobre a Vida e o Trabalho das Igrejas em Oxford, e em 1939 foi representante da YWCA na Conferência Mundial da Juventude Cristã em Amsterdã. Ingressou no Conselho Nacional de Mulheres Negras (NCNW) aos 25 anos de idade e foi nomeada presidente do Conselho em 1957.
Em 1963, juntamente com outros ativistas, Height organizou a Marcha por Empregos e Liberdade em Washington, mas Height e nenhuma outra mulher foram permitidas discursar.
Nas décadas de 1960 e 1970, atuou no Comitê presidencial sobre o Emprego dos Deficientes, e na Comissão Presidencial sobre o Estatuto das Mulheres. Foi nomeada para o Conselho Nacional para a Proteção de Sujeitos Humanos de Pesquisa Biomédica e Comportamental. Criou o Centro feminino de Educação e Avanço de Carreira em Nova York, para profissionalizar mulheres para empregos de nível básico. Height participou do Tribunal da Conferência Mundial sobre a Mulher, em 1975, no México. E em 1977, discursou na Convenção Nacional da Federação de Mulheres Negras da África do Sul.
Height faleceu em 20 de abril de 2010 no Howard University Hospital, e seu funeral foi realizado na Catedral Nacional de Washington.

## Prêmios
- Citizens Medal (1989)[3]
- Presidential Medal of Freedom (1994)[2]
- Congressional Gold Medal (2004)[2]
- Democracy Hall of Fame International (2004)[3]

## Obras
- Open Wide the Freedom Gates (2003)[5]